# Vrh pri Dolskem
Vrh pri Dolskem je naselje v Občini Dol pri Ljubljani.